# Сулема (Альбасете)
Сулема (исп. Zulema) — населённый пункт в Испании, входит в муниципалитет Алькала-дель-Хукар провинции Альбасете автономного сообщества Кастилия — Ла-Манча.
Населённый пункт находится в составе района (комарки) Ла-Манчуэла. Население — 78 человек. Расстояние — 64 км до административного центра провинции.